# The Secret of Danish Agriculture
|  | Denne artikel er oprettet af botten Steenthbot ud fra en ekstern database. Den kan derfor have sproglige fejl eller mangler. Denne skabelon kan fjernes efter kontrol af indholdet. |

The Secret of Danish Agriculture er en dansk propagandafilm instrueret af Flemming Arnholm.

## Handling
Humoristisk historie om en detektiv, der sendes til Danmark for at finde ud af, hvorfor danske landbrugsprodukter smager så godt.

## Medvirkende
- Preben Ravn